# 林煜為
林煜為（1974年生於台北），台灣導演、攝影師、新媒體藝術家，參與品牌廣告拍攝及電視電影編導。畢業於國立台灣藝術大學多媒體動畫藝術系新媒體藝術碩士班。

## 早期生涯與教育
林煜為自幼對繪畫產生興趣，後來進入復興美工學校學習藝術，並將所賺取的收入投入到攝影和繪畫的學習中。服完兵役後，林煜為並未返回傳統藝術領域，而是選擇成為婚紗攝影師。2012年，他放棄台灣的事業，帶著全家與製作團隊來到廣州，開始製作微電影。
2016年，拍攝影片《唯愛運動》，人生階段從年輕開始、經歷婚紗、白頭到老，20歲一路拍到90歲，發起為愛人「洗腳」的儀式，提醒人們守護愛情，讓伴侶洗掉對彼此的不滿和傷害，傳達愛的理念。

## 展覽作品
《怪奇夢語Stranger Dreams》：2022年1月4日至16日，於彰化縣立美術館五樓展示室及城市藝廊展出。
《林煜為：她的故事》：2022年第一檔藝術跨域創作案徵件獲選展覽，於3月26日至5月15日在國立臺灣美術館時光天井展區展出。
《我和我們的故事》展覽：2025年，在國立雲林科技大學圖資處藝術中心展出，展覽核心作品為林煜為的長片《誰殺了比利比莉》，以「展覽電影」形式展示。

## 電影作品
《怪奇夢語》：入圍洛杉磯電影節、聖地牙哥電影節、台美電影節。
《誰殺了比利比莉》：林煜為的長片處女作，於2023年8月23日上映，入選文策院的HIGHLIGHT FILMS PROJECT、坎城電影節市場展映。電影的製作由林煜為的家庭成員參與並出演。